# Ben E. King
Ben E. King, pseudonimo di Benjamin Earl Nelson (Henderson, 28 settembre 1938 – Teaneck, 30 aprile 2015), è stato un cantautore statunitense, di musica pop e soul, conosciuto per il brano Stand by Me, successo internazionale del 1961.

## Biografia
Nato a Henderson nella Carolina del Nord, a nove anni Nelson si trasferì ad Harlem, New York.
Nel 1958 si unì ad un gruppo di musica doo wop, i The Five Crowns. Nello stesso anno il manager del gruppo The Drifters licenziò i vecchi membri, e assunse i Five Crowns al loro posto. 
Nelson co-scrisse il primo successo della nuova formazione dei Drifters There Goes My Baby del 1959 che arrivò seconda nella Billboard Hot 100. 
Cantò anche, usando il suo nome di battesimo, le principali parti vocali di Save the Last Dance for Me, un brano scritto da Doc Pomus e Mort Shuman, Dance With Me, prima per tre settimane nella Hot 100 e seconda nel Regno Unito, This Magic Moment, I Count the Tears e Lonely Winds. King registrò solo dieci canzoni con i The Drifters, inclusa Temptation, mai pubblicata come singolo.
Nel 1960 Nelson lasciò i Drifters per non avere avuto un aumento di stipendio ed una parte delle royalties del gruppo. A questo punto Nelson assunse il nome d'arte Ben E. King. 
Sotto contratto con la Atlantic Records, King ottenne il primo successo con la ballata Spanish Harlem del 1961. Stand by Me fu il suo secondo singolo. Scritta dallo stesso King, insieme a Jerry Leiber e Mike Stoller, Stand by Me fu scelta come una delle "canzoni del secolo" dalla RIIA. Stand by Me, There Goes My Baby e Spanish Harlem inoltre furono premiate nella prestigiosa Grammy Hall of Fame Award, insieme a Save the Last Dance For Me. 
Fra gli altri suoi brani celebri Don't Play That Song (You Lied) (registrata anche da Aretha Franklin negli anni settanta), Amor, Seven Letters, How Can I Forget, On the Horizon, Young Boy Blues, I (Who Have Nothing), e molti altri.

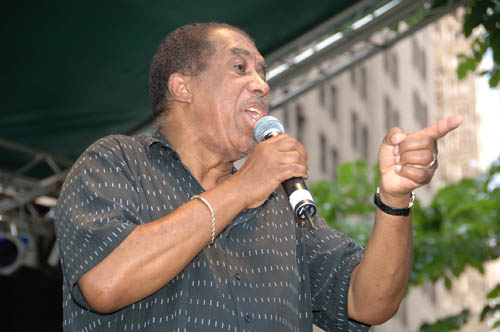
Ben E. King nel 2006.

King continuò con buoni piazzamenti nella classifica Billboard Hot 100 fino al 1964, quando sulla scena inglese iniziarono ad imporsi numerose band pop, tuttavia King mantenne i risultati nel R&B.
Nel 1990, King e Bo Diddley featuring Doug Lazy hanno registrato una versione Hip hop del brano dei The Monotones del 1958 Book of Love per il film The Book of Love. King ha inoltre registrato un album per bambini intitolato I Have Songs In My Pocket, scritto e prodotto da Bobby Susser nel 1998, che vinse i premi "Early Childhood News' Directors' Choice Award" e "Dr. Toy's/The Institute For Childhood Resources Award".
Ben E. King fu numero uno in classifica con cinque singoli diversi: There Goes My Baby, Save the Last Dance for Me, Stand by Me, Supernatural Thing e la ristampa del 1986 di Stand by Me, pubblicata in occasione dell'uscita nei cinema del film Stand by Me - Ricordo di un'estate, tratto da un romanzo di Stephen King. Dal 1956 al 1986 il cantante è stato 12 volte nella top ten.
King, attivo con la sua fondazione umanitaria Stand By Me Foundation, morì il 30 aprile 2015 nella sua casa di Teaneck per cause naturali.

## Discografia

### Album
- 1961: Spanish Harlem (Atco, SD 33-134)
- 1962: Don't Play That Song! (Atco, SD 33-137)
- 1962: Ben E. King Sings for Soulful Lovers (Atco, SD 33-142)

### Singoli
- Maggio 1960: Brace Yourself/Show Me The Way (Atco, 45-6166)
- Dicembre 1960: Spanish Harlem/First Taste Of Love (Atco, 45-6185)
- 1961: Here Comes The Night/Young Boy Blues (Atco, 45-6185)

### Album in studio
- Young Boy Blues (1964)
- Ben E. King's Greatest Hits (1964)
- Seven Letters (1965)
- Rough Edges (1970, Maxwell)
- The Beginning of It All (1972, Mandala)
- Supernatural (1975, Atlantic) US: #39
- I Had a Love (1976)
- Rhapsody (1976)
- Benny and Us (1977) US: #33  con Average White Band
- Let Me Live in Thy Life (1978)
- His Love for Her (1980) US: #73
- Street Tough (1981)
- Save the Last Dance for Me (1987, EMI-Manhattan)
- Stand by Me: The Ultimate Collection (1987, Atlantic) UK: #14
- What's Important to Me (1991, Ichiban)
- Shades of Blue (1993, Half Note)
- I Have Songs In My Pocket (1998, Bobby Susser)
- The Very Best of Ben E. King (1998, Atlantic) UK: #15
- Person to Person: Live at the Blue Note (2003, Half Note)
- I've Been Around (2006, True Life)

### Singoli
- How Often (1960, Atlantic) with Lavern Baker
- Stand by Me (1961) R&B: #1 US: #4 UK: #27
- Amor (1961) R&B: #10 US: #18 UK: #38
- Ecstasy (1962) US: #56
- Don't Play That Song (You Lied) (1962) R&B: #2 US: #11
- Too Bad (1962) US: #88
- I'm Standing By (1962) US:#111
- Tell Daddy (1962) US:#122 R&B: #29
- How Can I Forget (1963) R&B: #23 US: #85
- I (Who Have Nothing) (1963) R&B: #16 US: #29
- I Could Have Danced All Night (1963) US: #72
- What Now My Love US:#102(1964)
- That's When It Hurts (1964)
- What Can A Man Do (1964) US:#113
- It's All Over (1964) US: #72
- Around The Corner (1964) US:#125
- Seven Letters (1965) R&B: #11 US: #45
- The Record (Baby I Love You) (1965) Pop: #84
- She's Gone Again (1965) US:#128
- Cry No More (1965)
- Goodnight My Love (1965) US: #91
- So Much Love (1966) US: #96
- Get In a Hurry (1966)
- I Swear By Stars Above (1966) R&B: #35 b-side of Get in a Hurry
- They Don't Give Medals to Yesterday's Heroes (1966)
- What Is Soul? (1966) R&B: #38 b-side of They Don't Give...
- A Man Without a Dream (1967)
- Tears, Tears, Tears (1967) R&B: #34 US: #93 b-side of A Man Without...
- Katherine (1967)
- Don't Take Your Sweet Love Away (1967) R&B: #44
- We Got a Thing Goin' On (1968) with Dee Dee Sharp US:#127
- Don't Take Your Love from Me (1968) US:#117
- Where's the Girl (1968)
- It Ain't Fair (1968)
- Til'I Can't Take It Anymore US:#134
- Hey Little One (1969)
- I Can't Take It Like a Man (1970, Maxwell)
- Take Me to the Pilot (1972, Mandala)
- Into the Mystic (1972)
- Spread Myself Around (1973)
- Supernatural Thing Pt. 1 (1975, Atlantic) R&B: #1 US: #5
- Do It in the Name of Love (1975) R&B: #4 US: #60
- We Got Love (1975)
- I Had a Love (1975) R&B: #23 b-side of We Got Love
- I Betcha you Didn't Know (1976)
- Get It Up (1977) with Average White Band
- A Star in the Ghetto (1977) R&B: #25 with Average White Band
- Fool for You Anyway (1977) with Average White Band
- I See the Light (1978)
- Fly Away to My Wonderland (1978)
- Music Trance (1979) R&B: #29
- Street Tough (1981)
- You Made the Difference in My Life (1981)
- Stand By Me [ristampa] (1986) US: #9 UK: #1
- Spanish Harlem [ristampa] (1987)
- Save the Last Dance for Me [registrato nuovamente] (1987, EMI-Manhattan)
- What's Important to Me (1991, Ichiban)
- You've Got All of Me (1992)
- You Still Move Me (1992)
- 4th of July (1997, Right Stuff)

### Cover in italiano
- 1962 Pregherò fu la versione italiana di Stand by Me cantata da Adriano Celentano.